# Dryobates
Dryobates är ett släkte med fåglar i familjen hackspettar inom ordningen hackspettartade fåglar. Arterna i släktet placerades tidigare i släktet Dendrocopos och Picoides. DNA-studier visar dock att de hör till en grupp övervägande amerikanska hackspettar som även inkluderar släktet Veniliornis och förs därför nu till Leuconotopicus. Släktet omfattar dels tre arter som förekommer i Nord- och Centralamerika söderut till Nicaragua, dels tre arter med utbredning i Europa och Asien, däribland den i Sverige förekommande mindre hackspetten:
- Mindre hackspett (D. minor)
- Rödnackad hackspett (D. cathpharius)
- Halsbandsspett (D. pernyii)
- Dunspett (D. pubescens)
- Chaparralspett (D. nuttallii)
- Bandryggig hackspett (D. scalaris)

Vissa, som Clements m.fl., har valt att istället inkludera både Leuconotopicus och Veniliornis i Dryobates.